# Peter Adamič
Peter Adamič, slovenski akademski slikar, * 6. oktober 1929, Ljubljana, Slovenija (tedaj Dravska banovina, Jugoslavija), † 4. februar 1990, Valična vas na Dolenjskem, Slovenija.

## Življenjepis
Adamičeva mati je bila iz rodbine Kogovškovih, njen brat je poznan slovenski slikar in kipar Alojzij Kogovšek, oče pa trgovec Oskar Adamič. Začetki njegovega ustvarjanja segajo v zgodnja najstniška leta, ohranjeni so akvareli, kazal pa je nadarjenost in voljo postati slikar. Po končani srednji šoli se je vpisal na Akademijo upodabljajočih umetnosti leta 1948. Njegovi profesorji so bili Marij Pregelj, Peter Loboda, Slavko Pengov in Maksim Sedej, kasneje pa France Mihelič pri katerem je tudi diplomiral leta 1955.
Sprva se je ukvarjal s keramiko in akvareli, z olji pa približno po letu 1960. Po akademiji je služil vojaški rok v Nišu, kjer je marljivo delal in imel v vojašnici svoj atelje. Ohranjenih je nekaj risb iz tistega časa. Takrat je že potoval po Jugoslaviji in Italiji in veliko ustvarjal (tuš, svinčnik, akvarel). Sploh je Adamič rad potoval, saj o tem pričajo dela iz Afrike, Amerike in mnogih evropskih držav.
Bil je povezan z naravo kot lovec in ribič, zato je veliko vtisov iz alpskega sveta, Dolenjske, Prekmurja ali pa iz Poljanske doline, kjer je tudi najraje slikal in stanoval, in sicer v Zmincu pri Škofji Loki. Dejaven je bil tudi kot fotograf, objavljal je v glasilih Lovec in Ribič.
Sodeloval je na samostojnih in tudi na več skupinskih razstavah in kolonijah (Groharjeva in Dolenjska slikarska kolonija, Kranjska Gora, Bihač, Metlika, Ptuj, Ravne, Dolenjske Toplice).
Ustvarjal je v vseh tehnikah: keramika, poslikava lesenih krožnikov, risbe, tudi gvaš, tuš in grafika na začetku svojega ustvarjanja, kasneje pa predvsem akvarel in olje.
Predvsem ljubo mu je bilo krajinarstvo. Značilni zanj so podolgovati, lirični motivi narave, bodisi gora, gričevje ali pokrajine ob vodi. Zelo rad je zahajal v okolico Bohinja, kjer je po pravilu na motivu v ozadju vedno Triglav. Njegove poteze na platnu in papirju so široke, drzne in hitre, in ponekod spominja na svojega vzornika Franceta Pavlovca. Nanj ga vežejo celo isti motivi. Slikal je tudi s tušem in svinčnikom, predvsem portrete in skice, mogoče pa je najvidnejše mesto dosegel prav v akvarelu, kjer je kot je dejal sam, bil zadovoljen z vsakim petnajstim, ki ga je narisal. Zelo pri srcu so mu bila tihožitja, ki jih je naredil v ateljeju (lovska, ribiška, šopki rož in gobe). Velja za slikarja, ki se je prvenstveno preizkušal v naravi vedno z mapo v roki, ali pa s čopičem in s stojalom.

## Samostojne razstave
- 1964 - Zürich, Ljubljana, Milano
- 1965 - Milano, Brescia
- 1967 - Brescia
- 1968 - Škofja Loka, Jesenice, Brescia
- 1969 - Bruselj
- 1970 - Milano, Novo mesto, Ljubljana
- 1971 - Nairobi
- 1972 - Novo mesto, Ljubljana, Kranj
- 1974 - Ljubljana, Škofja Loka
- 1975 - Ljubljana, Kočevje
- 1977 - Piancavallo, Cerknica
- 1985 - Velenje
- 1986 - Ljubljana (Krka)
- 1988 - Ljubljana (Petrol)

1. 1 2 3 4  Obrazi slovenskih pokrajin — ISSN 2712-5408